# Геронтий (Папиташвили)
Епископ Геронтий (в миру Григо́рий Миха́йлович Папиташви́ли или Папитов; ?, село Кирбали, Горийский уезд, Тифлисская губерния — 1 (13) июля 1871, Гелатский монастырь) — епископ Русской православной церкви, епископ Горийский, викарий Карталинской и Кахетинской епархии.

## Биография
Родился в село Кирбали, Горийского уезда, Тифлисской губернии в семье священника.
Обучался в Тифлисской духовной семинарии.
С 8 января 1823 года — учитель Горийского уездного духовного училища.
21 февраля 1830 года рукоположен во диакона, а 23 февраля — во священника.
С 20 марта 1830 года — инспектор Горийского училища.
3 октября 1836 года возведён в сан протоиерея.
30 августа 1852 года пострижен в монашество, возведён в сан архимандрита и назначен настоятелем Хирского Стефановского монастыря.
17 марта 1855 года переведён в Давидгореджийскую пустынь.
6 октября 1857 года хиротонисан во епископа Абхазского.
С 16 ноября 1859 года — епископ Мингрельский.
С 19 мая 1862 года — епископ Горийский.
30 мая 1869 года уволен на покой в Гелатский монастырь.
Скончался 1 июля 1871 года. Погребён в монастыре.